# Anchoa walkeri
Anchoa walkeri är en fiskart som beskrevs av Baldwin och Chang, 1970. Anchoa walkeri ingår i släktet Anchoa och familjen Engraulidae. IUCN kategoriserar arten globalt som livskraftig. Inga underarter finns listade i Catalogue of Life.